# Tate Forcier
Pour les articles homonymes, voir Forcier.
Robert Patrick Forcier, dit Tate Forcier, né le 7 août 1990 à San Diego (Californie), est un joueur de football américain évoluant au poste de quarterback. Il a joué pour l'université du Michigan en 2009 et 2010. Pendant la saison 2009, il était titulaire au quarterback pour les Wolverines pour tous les 12 matches de la saison 2009, bien qu'il fût un joueur de première année (« freshman »). Son surnom de « Tate » vient du personnage principal du film Le Petit Homme, dont le titre anglais est Little Man Tate, à cause du fait qu'il est le benjamin de sa famille.